# Reale officio topografico
Il Reale officio topografico era un istituto scientifico militare di Napoli, preposto alla costruzione delle mappe topografiche, geografiche ed idrografiche del Regno delle Due Sicilie.

## Storia
Fondato nella zona del Rosario di Palazzo nel 1781 sotto il nome di Deposito topografico da Giovanni Antonio Rizzi Zannoni, fu successivamente trasferito a Pizzofalcone. 
Nel 1855 l'ufficio era costituito da cinque parti separate: biblioteca, gabinetto di macchine e strumenti ed osservatorio; lavori interni (disegni ed incisioni); tipografia, calcografia, litografia e modelli di fortezze su grande scala; sezione topografica di Palermo; lavori geodetici e topografici.
La biblioteca era ben fornita, ed il personale era posto sotto la supervisione di un Direttore, dipendente dal Direttore generale dei corpi facoltativi.